# 12,8 cm PaK 44
El 12,8 cm PaK 44 era un cañón antitanque alemán diseñado sobre la base de las experiencias en el Frente del Este en 1943. La Wehrmacht había capturado cañones soviéticos de 122 mm y realizado el pedido de un arma similar. El desarrollo se concentró inicialmente en un cañón de campaña conocido como Kanone K 44. Sin embargo, una vez que los tanques soviéticos más pesados como el IS-2 empezaron a aparecer, los requerimientos del diseño fueron alterados para cubrir un papel antitanque. Contrariamente a algunas versiones, este diseño no está relacionado con el 12,8 cm FlaK 40.

## Historia
La elección del calibre (128 mm) fue hecha por la disponibilidad de herramientas, debido al uso de esta medida en armas navales, y los contratos de diseño se encargaron a Rheinmetall Borsig y Krupp. Los primeros prototipos se entregaron para pruebas a finales de 1944. Después de las pruebas iniciales, el diseño de Rheinmetall fue desechado y el desarrollo continuó con el de Krupp. A pesar de esto, las pruebas demostraron que un cañón antitanque remolcado con un peso de casi 11 toneladas no era práctico, así que el diseño remolcado fue abandonado.
En su papel antitanque disparaba un proyectil de 28 kg con punta perforante capaz de penetrar algo más de 200 mm de blindaje a distancias cortas, y 120 mm a 2.000 m. Aunque su desempeño a corto alcance era similar al del KwK 36 de 88 mm, el 128 mantenía su capacidad de perforar blindajes a distancias mucho mayores (si bien la posterior versión KwK 43 era considerablemente más poderosa). En su papel de artillería disparaba un proyectil de 28 kg hasta una distancia de 24 km.
Se fabricaron aproximadamente 50 cañones y recámaras sobre afustes existentes. El equipo que usaba el afuste francés GPF-t se conocía como K 81/1, mientras que el K 81/2 usaba un afuste soviético. Estos dos diseños se realizaron de manera apresurada, y eran demasiado pesados, haciéndolos incómodos de desplegar. En 1943 comenzó el diseño de un cañón para montar en el Jagdtiger y en el tanque superpesado Panzer VIII Maus usando el PaK 44 como punto de partida.

### Variantes
- 12,8 cm Kanone 44, PaK 44
- 12,8 cm Kanone 81/1 - K 44 instalado en el afuste francés GPF-T.
- 12,8 cm Kanone 81/2  - K 44 instalado en el afuste del obús soviético de 152 mm modelo 1937.
- 12,8 cm PaK 80 / PjK 80 - PaK 44 instalado en el cazatanques Jagdtiger.

## Designaciones
Como era habitual en la época, esta arma recibió varias denominaciones. Por momentos se la conoció como K44, PaK 44, Kanone 81, PaK 80 y PjK 80.
Los equipos numerados entre 80 y 89 eran aparatos provisionales entregados temporalmente, usualmente en pequeñas cantidades y no eran considerados como armas estándar en servicio. Por eso PaK 80 y PjK 80 eran nombres temporales, como K81/x.
Si este cañón hubiera entrado completamente en servicio se le hubiera dado una designación entre 40 y 49. La única diferencia entre PaK 44 y K 44 era el modo de operación; el arma en sí era la misma.
Hay desacuerdos sobre las designaciones PaK 80 y PjK 80; fuentes en alemán e inglés discuten sobre cuál es la correcta.